# Begíjar
Begíjar is een gemeente in de Spaanse provincie Jaén in de regio Andalusië met een oppervlakte van 43 km². Begíjar telt 3.102 inwoners (1 januari 2016).

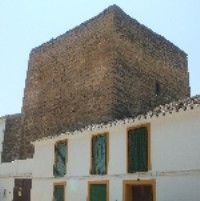
Toren van Begíjar (11e eeuw)
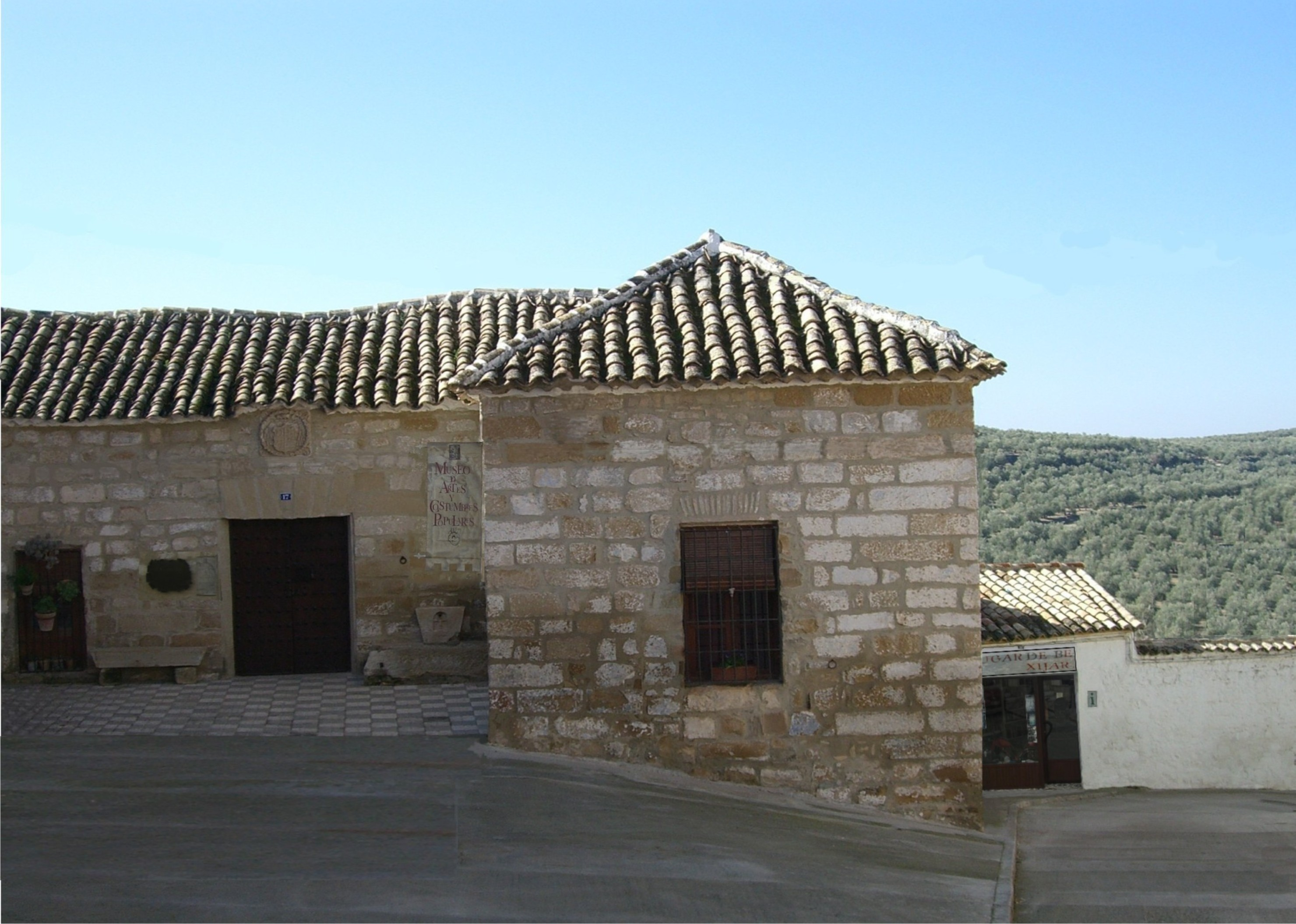
Museum van volkskunst en -kleding
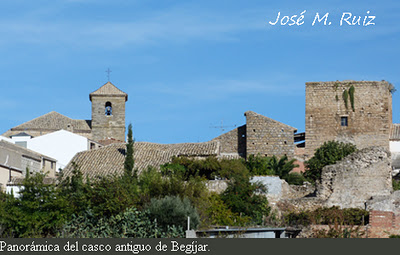
Oude deel van Begíjar